# Калуський замок
Калуський замок — укріплення, що збудоване у XVI столітті в Калуші.

## Історія
1549 року польський король Сигізмунд ІІ Август дозволив Миколі Сенявському, воєводі Белзькому, польному гетьману корони та старості Галичини, побудувати місто, тоді ж було зведено замок. У 1672 році король Речі Посполитої Ян III Собеський розбив турків поблизу міста, звільнивши полонених та забравши військову здобич. Після 1772 року, за австрійського правління, твердиню було перебудовано, і вона мала інше призначення. На початку ХІХ століття від замку та валів не залишилося жодних слідів; збереглася лише традиція про їхнє існування.

## Архітектура, обладнання
Огляд 1661 року описує замок так: «палата на брамі. У замку була їдальня з покоями та вісім кімнат з покоями. Хвіртка вела до італійського саду, поруч знаходилися стайня і кухня. Озброєння: велика бронзова гармата, дві залізні гармати, 10 гаківниць».
У описі 1771 року повідомлялося: «Зі сходу замок був оточений валом, на якому здебільшого збереглися обгорілі паркани; із заходу стояли рейки на цегляних фундаментах; з півдня від цвинтаря замок був обнесений тином з хмизу, а з півночі оперезаний парканом, покритим ґонтовим дахом. Брама була мурована, з приміщенням для жовнірів, які несли казенну службу, і скарбницею; брама з боку панського будинку була новозбудована, а вгорі знаходилася резиденція з ґанком. Посеред двору стояли господарські будівлі: стара дерев'яна і скарбнича, зерносховище, стайня тощо».